# Mein Leben

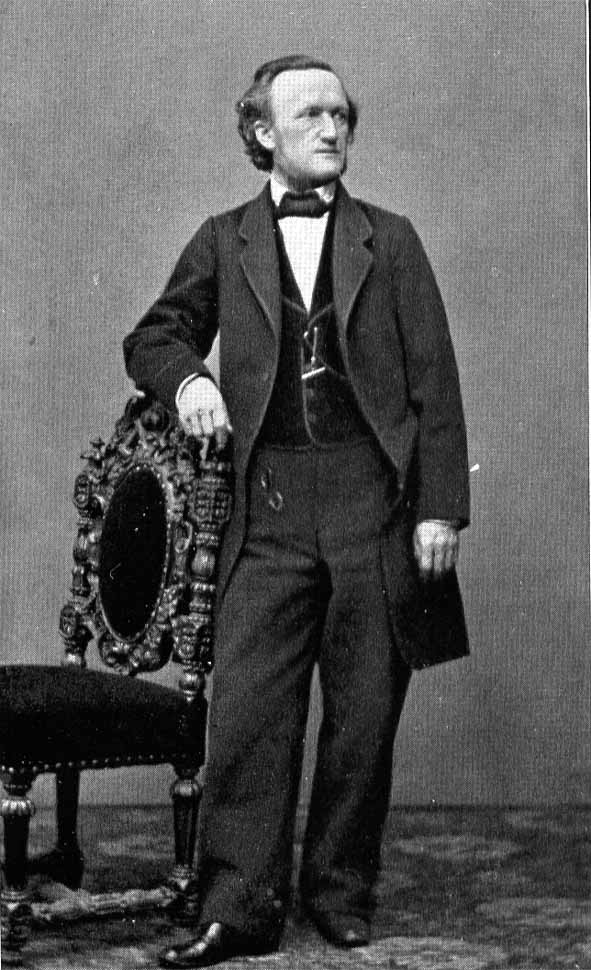
Richard Wagner en Múnich en 1864.

Mein Leben (en alemán, Mi vida) es el título de una autobiografía del compositor alemán Richard Wagner, que cubre la época de su vida desde su nacimiento en 1813 hasta 1864.

## Historia
Wagner comenzó a dictar Mein Leben a su segunda esposa, Cósima, el 17 de julio de 1865 en Múnich. Lo hizo a petición del rey Luis II de Baviera, que había escrito a Wagner el 28 de mayo de 1865:

Usted me causaría una felicidad indecible si me diera cuenta de su desarrollo intelectual y espiritual y de los acontecimientos externos de su vida.

Wagner estaba en deuda con el rey, que lo había rescatado del exilio y el acoso financiero de sus acreedores el año anterior. En la misma época, en 1864, le habían dado a Wagner la noticia de la muerte de su odiado enemigo, el compositor Giacomo Meyerbeer. Por tanto, el libro termina con una «triunfante» nota con la exaltación de la muerte de su supuesto «enemigo».
El libro es uno de los más legibles de los escritos en prosa del compositor, en general exento de la compleja sintaxis que es típica en su obra teórica. Su compleja y con frecuencia tempestuosa carrera, sus amistades y sus controversias contribuyeron a que fuera un libro apasionado y a menudo sorprendentemente sincero. Sin embargo,

[t]he subjective quality [...] emerges most clearly [...] in the casual and sometimes condescending tone [Wagner] adopts towards contemporaries [...], and it is present in the attacks on other composers of the age, above all on Meyerbeer.
La calidad subjetiva [...] emerge más claramente [...] en el informal y, en ocasiones, condescendiente tono que [Wagner] adopta hacia sus contemporáneos [...], y está presente en los ataques a otros compositores de la época, sobre todo a Meyerbeer.

No obstante, el libro es una fuente importante para la vida de Wagner y, de hecho, para la vida musical y cultural de Europa en el período que abarca.

## Primera publicación
Wagner no completó hasta 1880 la sección final del libro, que abarca desde 1861 hasta 1864. Sin embargo, Wagner y Cósima ya habían determinado imprimir unos cuantos ejemplares con carácter privado. El primer volumen fue impreso en 1870 en una edición de quince ejemplares. Los volúmenes 2 y 3 se imprimieron en 1872 y 1875, en una edición de dieciocho copias. Wagner contrató al joven Friedrich Nietzsche para actuar como corrector de textos y ver el libro a través de una imprenta en Basilea. El cuarto volumen se imprimió en 1880 en Bayreuth.
No hubo intención de distribuir el libro más allá de un pequeño círculo de amigos de confianza, por esta razón, los rumores comenzaron a crecer sobre su contenido. La propia Cósima estaba preocupada por algunas de las revelaciones realizadas en Mein Leben. En una carta al Rey, escribió:

Had I not constantly begged him to say everything, however painful it might be, there is quite a lot he would not have set down. I was bold enough to assert that you too would have asked him to do it, and so he plunges deep into a sea of unedifying memories.
Si no le hubiera rogado constantemente que contara todo, por muy doloroso que fuera, no habría contado mucho. Me atreví a afirmar que usted también le habría pedido que lo hiciera y así se sumerge profundamente en un mar de recuerdos poco edificante.

Esto a pesar del hecho de que Wagner, en el dictado a Cósima, había suavizado algo su pasado, sobre todo su vida amorosa y su participación en el alzamiento de 1849 en Dresde. Una copia adicional de los tres primeros volúmenes prohibida por la imprenta de Basilea fue adquirida por la coleccionista estadounidense Mrs. Burrell en 1892 y estaba tan sorprendida por lo que leía que se sospecha pueda ser una falsificación.

## Portada

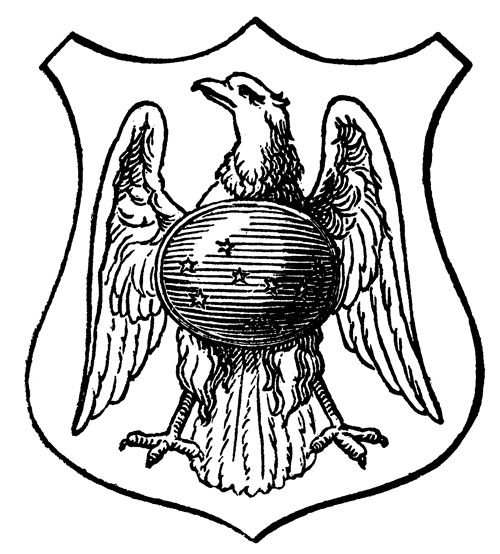
Escudo de armas ideado por Richard Wagner para la portada de su autobiografía.

A raíz de una sugerencia de Nietzsche, Wagner incluyó un escudo de armas simbólico como portada del primer volumen. El blasón mostraba un buitre (en alemán: Geier) sosteniendo un escudo con la constelación del Carro (en alemán: Wagen), con lo que hacía referencia tanto a su padre biológico, Carl Friedrich Wagner, como a su querido padrastro, Ludwig Geyer.. Véase también Deathridge, 2008, p. 14 Esto fue utilizado más tarde por Nietzsche para burlarse del compositor (en una nota en su libro de 1888 El caso Wagner), sobre sus posibles orígenes judíos, «un Geyer (buitre) es casi un Adler (águila)». Tanto «Geyer» como «Adler» eran apellidos judíos comunes, a pesar de que Ludwig Geyer, de hecho, no era judío. Sin embargo, como Nietzsche fue también uno de los pocos que había leído Mein Leben y había sido un estrecho colaborador del compositor, muchos asumieron (como la intención indudable de Nietzsche) que Wagner había revelado una paternidad judía en su autobiografía, y no fue el caso.

## Publicaciones posteriores
Con los años, y en particular después de la muerte de Wagner, Cósima trató de recordar todas las copias que se habían distribuido. Al parecer, muchas de ellas fueron quemados por Cósima. La primera edición con tirada general no apareció hasta 1911, posiblemente para acallar los crecientes rumores sobre su contenido; fue cortado y adaptado por la familia Wagner para eliminar comentarios indiscretos o acciones de Wagner que parecían vergonzosas. Su primera edición completa apareció en público en 1963 (en alemán).